# Hugh Baird (ingeniero)
Hugh Baird (10 de septiembre de 1770-24 de septiembre de 1827) fue un ingeniero civil británico nacido en Escocia, que diseñó y supervisó la construcción del Canal Unión.

## Semblanza

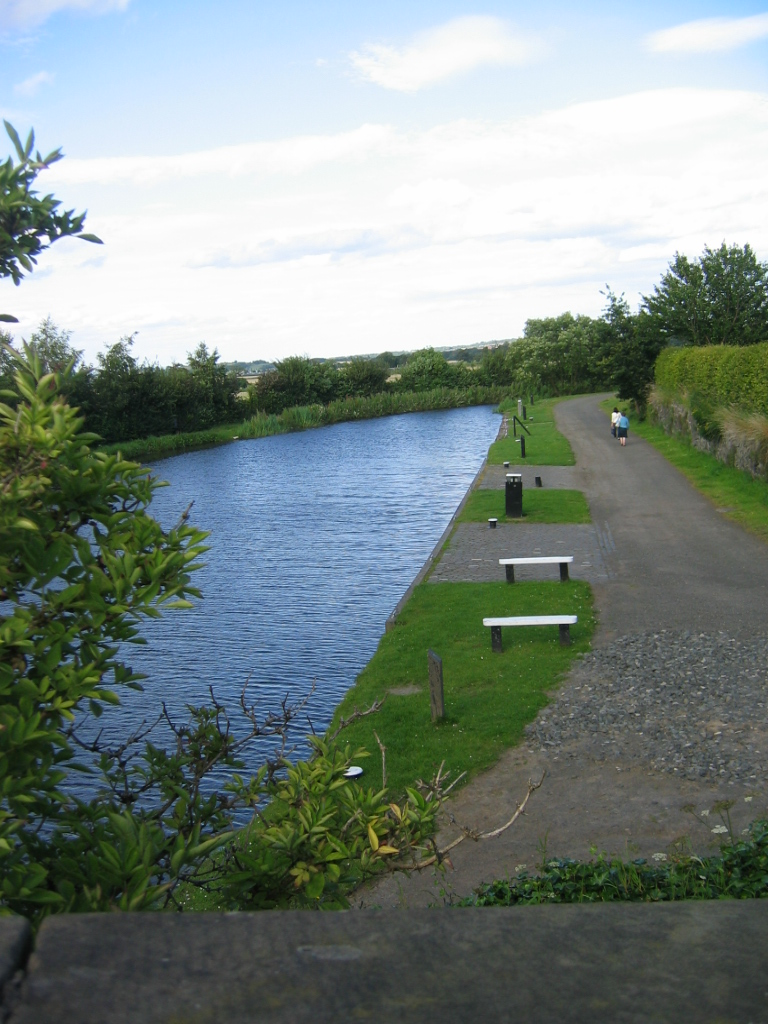
Dársena de Ratho, en el Canal Unión

Baird nació en Westertown (Bothkennar, Stirlingshire) en 1770. Era hijo de Nicol Baird, topógrafo del Canal de Forth y Clyde, y era hermano menor del ingeniero Charles Baird.
En 1799 estaba empadronado en el ayuntamiento de Glasgow, y figuraba con su hermano como "H & R Baird Enginners", con su despacho en Hamilton Hill, en Old Canal Basin.
Su padre, Nicol Baird, murió en 1807 y Hugh Baird lo sucedió como topógrafo del canal. En 1810 presentó diseños para ampliar los muelles de Grangemouth, aunque no se llegó a ejecutar su propuesta. Fue nombrado ingeniero residente del Canal de Forth y Clyde en 1812, con un salario de 250 libras esterlinas al año.
En 1813, se encargó a Baird que preparara un proyecto para unir Edimburgo con el Canal de Forth y Clyde, a través de un "brazo" o ramal, que discurriese entre Falkirk y Fountainbridge, Edimburgo. Entre los diseños alternativos figuraron propuestas de John Rennie y de Robert Stevenson, así como propuestas anteriores de Ainslie y Whitworth (1797). Thomas Telford apoyó la propuesta de Baird en 1815 y dos años después se aprobó la correspondiente Ley del Parlamento. Baird fue nombrado ingeniero jefe del nuevo canal, que se convirtió en el Canal Unión, con un salario de 500 libras esterlinas al año. El canal se inició en marzo de 1818 y se inauguró en mayo de 1822. Aunque tenía solo un tramo de esclusas, localizado en Falkirk (reemplazado posteriormente por la singular rueda de Falkirk), fue necesario construir tres acueductos de considerable tamaño: el acueducto del Avon, el Acueducto del Almond y el Acueducto de Slateford, diseñados por Baird con el consejo de Telford, e inspirados en el Acueducto de Chirk proyectado por Telford para el Canal de Ellesmere. El canal además incluye el único túnel para un canal en Escocia, en Falkirk, de 630 metros (2066,9 pies) de largo.
Hugh Baird también estuvo involucrado en el canal de Crinan en Argyll y en el canal de Ulverston en Cumbria. Murió en  Kelvinhead y fue enterrado en Kilsyth. Su hijo, Nicol Hugh Baird (1796-1849), emigró a Canadá, donde trabajó en varios proyectos de canales.

## Reconocimientos
- Fue retratado por Daniel Macnee, miembro de la Real Sociedad de Artes.[5]
- Baird Road en Ratho, Edimburgo, recibió el nombre de Hugh Baird.